# Lithospermum officinale
Espèce

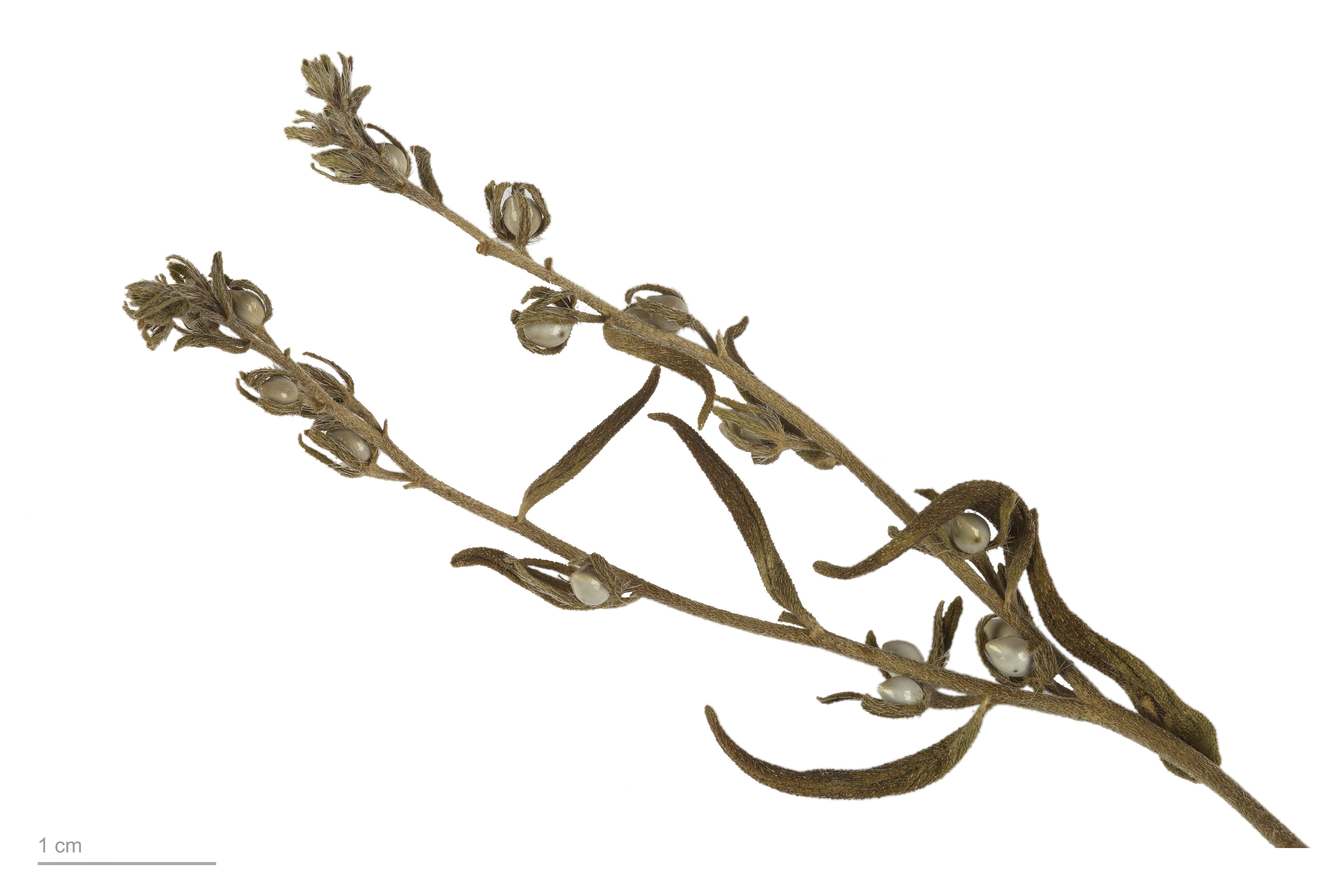
Lithospermum officinale - Muséum de Toulouse

Lithospermum officinale, le Grémil officinal ou Herbe aux perles, est une plante herbacée de la famille des Boraginacées.

## Liste des sous-espèces et variétés
Selon Tropicos (4 juillet 2014) (Attention liste brute contenant possiblement des synonymes) :
- sous-espèce Lithospermum officinale subsp. erythrorhizon (Siebold & Zucc.) Hand.-Mazz.
- variété Lithospermum officinale var. erythrorhizon (Siebold & Zucc.) Maxim.
- variété Lithospermum officinale var. stewartii Kazmi